# Court of Inquiry
Das Court of Inquiry war ein alliiertes Untersuchungsgericht, das zur Ahndung von Kriegsverbrechen bei den Supreme Headquarters Allied Expeditionary Force (SHAEF) im August 1944 eingerichtet wurde. Dort unterstand es der 1. Generalstabsabteilung und nahm Ermittlungen bezüglich Kriegsverbrechen nur auf Anweisung der SHAEF auf. SHAEF kooperierte mit der United Nations War Crimes Commission, die Listen mit zur Fahndung ausgeschriebenen Kriegsverbrechern von SHAEF annahm und auch dorthin weiterleitete. Aufgrund der Vielzahl von Kriegsverbrechen, die seitens SHAEF an das Court of Inquiry zwecks Ermittlungen weitergeleitet wurden, erfolgten Ermittlungen nur in besonders schweren Fällen von Kriegsverbrechen an US-amerikanischen beziehungsweise britischen Staatsangehörigen.